# Justus Georg Chladni
Justus Georg Chladni, auch: Chladenius (* September 1701 in Uebigau; † 9. Juni 1765 in Dresden) war ein deutscher Professor der Rechtswissenschaften in Wittenberg.

## Leben
Justus Georg wurde als Sohn des einstigen Pfarrers Martin Chladni und seiner Frau Charitas (geb. Sieber) geboren. Bei seinem Vater genoss er seine ersten Bildungsschritte und wurde von ihm auf das Gymnasium in Schulpforte geschickt. Am 19. Oktober 1714 immatrikulierte er sich an der Universität Wittenberg und orientierte sich zunächst an den philosophischen Studien. Nach dem Erwerb des akademischen Grades als Magister der Philosophie am 17. Oktober 1721 hielt er selbst Vorlesungen an der Universität.
Dabei betrieb er weiterhin Studien mit dem Themenschwerpunkt auf die Rechtswissenschaften und verfasste in diesem Zusammenhang erste Disputationen. Bald erlangte er an der juristischen Fakultät akademische Ehren mit dem Erwerb des Lizentiats am 5. Januar 1723 und er wurde am 13. März 1725 Doktor der Rechtswissenschaften. 1731 wurde er an der Seite von Augustin Leyser Professor des Lehnrechts und am 17. Mai 1732 außerordentlicher Beisitzer an der Juristenfakultät. Chladni begleitete Leyser in der Anfangsphase des „Usus moderna“ an der Leucorea. Auf seine Fähigkeiten war man auch am sächsischen Hof in Dresden aufmerksam geworden und berief ihn am 7. Juni 1734 als Appellationsrat nach Dresden, wo er in Staatsdiensten verstarb.